# Audio Video Interleave
Az AVI (angol betűszó: Audio Video Interleave – audio-video-összesorolás, -fésülés) egy fájlformátum, melyet mind a hang, mind pedig videó adatok egy meghatározott csomagban való tárolására és ezen adatok lejátszására hoztak létre. A Microsoft 1992 novemberében mutatta be ezt a formátumot a Windows technológia videó részeként.
Az AVI egy speciális esete az RIFF (Resource Interchange File Format – erőforrás-cserélő fájlformátum) formátumnak, amely a file adatait tömbökre, un. „chunk”-okra (nagyobb darabokra) osztja fel. Minden ilyen „chunk”-ot egy un. „FourCC” címke azonosít. Az AVI file egyetlen tömböt alkot az RIFF formátumon belül, ami azután két kötelező altömbre és egy nem kötelező (opcionális) altömbre van bontva.
Az első altömböt a „hdrl” címke jelöli. Ez az altömb a file fejléce és ún. „metadata”-t (adat az adatról) tartalmaz a videóról, mint például a kép dimenziói (szélesség, magasság) és a képkockák száma. A második altömböt az ún. „movi” címke azonosítja. Ez a tömb tartalmazza az aktuális kép/hang adatokat amelyek az AVI videót alkotják. A harmadik nem kötelező altömböt un. „idxl” címke jelöli, és ez az adattömböknek a file-on belüli helymeghatározására szolgál.
Az RIFF formátumon keresztül a „movi” tömb kép/hang adatai kódolhatóak vagy dekódolhatóak egy software modul által, ez az ún. kodek. A kodek az, ami a nyers adatot a „movi” tömbön belül használt formátumra fordítja át. Ezért egy AVI file a kép/hang adatokat csaknem bármely tömörítő sémának megfelelően kódolva tartalmazhatja, beleértve: a tömörítetlen un. „Full Frames” (Teljes képkocka), Intel Real Time Video, Indeo, Cinepak, Motion JPEG, Editable MPEG, VDOWave, ClearVideo / RealVideo, QPEG, MPEG-4 és más formátumokat. Napjainkban a legnépszerűbb a DivX tömörítés (a videosávnak) és az Mp3 kódolás a hangsávnak. Az interneten megosztott videóklipek és filmek többnyire ilyen fileformátumban elérhetőek.

## Lásd még
- AviSynth frameszerver program